# 야코프 미하엘 라인홀트 렌츠

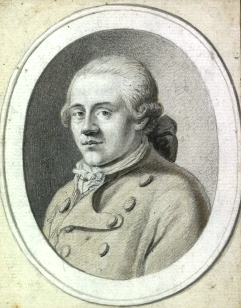

야코프 미하엘 라인홀트 렌츠(Jakob Michael Reinhold Lenz, 1751년 1월 23일 ~ 1792년 6월 4일 또는 5월 24일)는 발트 독일인 저자이다.

## 생애
1751년 1월 12일 리브란트의 제스베겐에서 목사의 아들로 태어났다. 그는 도르파트와 쾨니히스베르크대학에서 신학을 공부했으나 곧 문학으로 전향했다. 1771년 쿠를란트(Kurland) 귀족 둘과 동행해 가정교사(통역 겸 동행자)로 슈트라스부르크에 갔는데, 이곳에서 헤르더와 괴테를 알게 된다. 그리고 렌츠는 완전히 괴테에게 매료된다. 괴테가 슈트라스부르크를 떠난 뒤 렌츠는 제젠하임의 프리데리케 브리온－괴테의 옛 연인－을 사랑하게 되었으나, 그녀의 부모가 그를 거절한다. 그는 1776년 괴테를 따라 바이마르에 자리를 잡으려고 하지만, 안정되지 못한 성격 때문에 발생한 여러 가지 사건으로 곧 바이마르를 떠나야 했다. 오랜 방황 끝에 에멘딩겐에서 괴테의 처남인 요한 게오르크 슐로서의 집에 기거하게 된다. 이탈리아 여행을 계획했으나 실현하지 못했고, 스위스에서 요하나 카스파 라바터의 손님으로 묵는다. 1778년 겨울에 광기로 인한 심한 발작이 있었다. 렌츠는 슈트라스부르크를 거쳐 다시 에멘딩겐의 슐로서 집으로 간다. 그곳에서 정성스러운 보살핌을 받고 증세가 호전되었다. 1779년 형에게 이끌려 고향으로 돌아간다. 안정된 일자리를 얻으려고 여러 가지로 노력했지만 허사로 돌아가고 1792년 5월 24일 모스크바에서 불행하게 생을 마감한다.